# 伍賀村
伍賀村（ごかむら）は長野県北佐久郡にあった村。現在の御代田町の南東部および軽井沢町大字茂沢にあたる。

## 地理
- 山：森泉山、八風山
- 河川：湯川

## 歴史
- 1889年（明治22年）4月1日 - 町村制の施行により、草越村・茂沢村・豊昇村・広戸村・面替村の区域をもって発足。
- 1956年（昭和31年）9月30日 - 御代田村・小沼村と合併して御代田町が発足。同日伍賀村廃止。
- 1957年（昭和32年）2月1日 - 御代田町のうち旧村域の一部（茂沢の一部）が軽井沢町に編入。

## 交通

### 鉄道路線
現在は旧村域を北陸新幹線が通過するが、当時は未開業。